# Silnice I/63
Silnice I/63 je silnice I. třídy v Česku. Je dlouhá 6,862 km a plní funkci přivaděče k dálnici D8 od Teplic.
Do 31. prosince 2015 byla celá komunikace zařazena mezi rychlostní silnice s označením R63, od 1. ledna 2016 se z ní stala na základě nového pojetí dálniční sítě silnice pro motorová vozidla.

## Výjezdy
- Exit 1 Bystřany
- Exit 3 Malhostice
- Exit 7 Řehlovice (napojení na D8)